# Ицхак Рабин
Ген. Ицхак Рабин (на иврит: יצחק רבין) е израелски политик и военен деец (началник на Генералния щаб, генерал-майор).
Министър-председател на Израел от 1974-77 и от 1992 г. до убийството му през 1995 г. Той е първият израелски премиер, роден в Палестина. Заедно с Ясер Арафат и Шимон Перес е носител на Нобелова награда за мир от 1994 г.

## Ранни години и военна кариера
Ицхак Рабин е роден в Йерусалим през 1922 г. и израства в Тел Авив, където семейството му се премества на следващата година. През 1940 г. завършва селскостопанско средно училище и желанието му е да учи хидромелиоративно строителство.
През 1941 г., по време на стаж в кибуца Рамат Йоханан, Рабин се присъединява към Палмах, секция на военизираната организация Хагана, като до октомври 1947 г. достига поста главен оперативен офицер. По време на Израелската война за независимост той ръководи отбраната на Йерусалим и воюва срещу египетската армия в Негев. През 1962 г. достига поста началник на Генералния щаб на израелските сили за отбрана. Под негово командване израелските войски постигат съкрушителна победа срещу Египет, Сирия и Йордания в Шестдневната война.

## Политическа кариера
През 1968 г. Ицхак Рабин напуска армията и е назначен за посланик в Съединените американски щати. През 1973 г. се завръща в Израел, избран е за депутат от Израелската партия на труда и става министър на труда. През 1974 г. застава начело на партията и заема мястото на Голда Меир като министър-председател. През 1977 подава оставка, заради проблеми с коалиционните партньори и скандал за банкова сметка на съпругата му, която противоречи на тогавашните валутни регулации в страната.
От 1984 до 1990 г. Рабин е министър на отбраната в няколко коалиционни правителства и предприема твърди мерки за прекратяване на Първата интифада.
През 1992 г. Ицхак Рабин отново е избран за министър-председател. Играе водеща роля в подписването на Договорите от Осло, с които се създава Палестинската автономия. През неговия мандат се сключва и мирен договор с Йордания.
За неговата роля при подписването на Договорите от Осло, Рабин получава през 1994 г. Нобелова награда за мир, заедно с Ясер Арафат и Шимон Перес. Договорите предизвикват нееднозначни реакции в израелското общество. Докато някои смятат Рабин за герой, приближил окончателния мир, за други той е изменник, отстъпил земи, принадлежащи по право на Израел. За да остане на власт, правителството на Рабин разчита и на подкрепата, понякога прикрита, на арабските партии в Кнесета.
На 4 ноември 1995 г. срещу Ицхак Рабин е извършен атентат и той е застрелян два пъти в гърдите и корема от еврейския терорист фундаменталист и Игал Амир. Бодигардовете му го откарват до болница Ичилов, но по пътя той губи съзнание, като пристига медици установяват, че той не диша и няма пулс. Рабин е сложен на системи и въздухът, който се е натрупал в неговата гръдна кухина е източен, след източването на въздуха пулсът и дишането му се завръщат и той е откаран в хирургична зала. След операцията състоянието му е стабилизирано, но бързо след това то се влошава и сърцето му спира. Хирурзите неуспешно се опитват да го спасят със сърдечен масаж, но пулсът му така и не се възстановява. В 11:02 часа лекарите се предават, опитите им да спасят Рабин са прекратени и той е обявен за мъртъв час и тридесет и две минути след стрелбата. Тази дата е обявена национален ден в памет на Рабин, на негово име е наречен площадът, на който е застрелян, както и много улици и обществени учреждения.